# Xionghe (köpinghuvudort i Kina, Hubei Sheng, lat 30,08, long 112,44)
Xionghe är en köpinghuvudort i Kina. Den ligger i provinsen Hubei, i den centrala delen av landet, omkring 180 kilometer väster om provinshuvudstaden Wuhan. Antalet invånare är 38 689. Befolkningen består av 19 338 kvinnor och 19 351 män. Barn under 15 år utgör 13,0 %, vuxna 15-64 år 77 %, och äldre över 65 år 9,0 %.
Runt Xionghe är det tätbefolkat, med 369 invånare per kvadratkilometer. Närmaste större samhälle är Zhangjin, 19,4 km nordost om Xionghe. Trakten runt Xionghe består till största delen av jordbruksmark.
Genomsnittlig årsnederbörd är 1 247 millimeter. Den regnigaste månaden är maj, med i genomsnitt 183 mm nederbörd, och den torraste är december, med 19 mm nederbörd.